# Ротекастело (Терни)
Ротекастело је насеље у Италији у округу Терни, региону Умбрија.
Према процени из 2011. у насељу је живело 37 становника. Насеље се налази на надморској висини од 330 м.